# Landesregierung Mikl-Leitner II

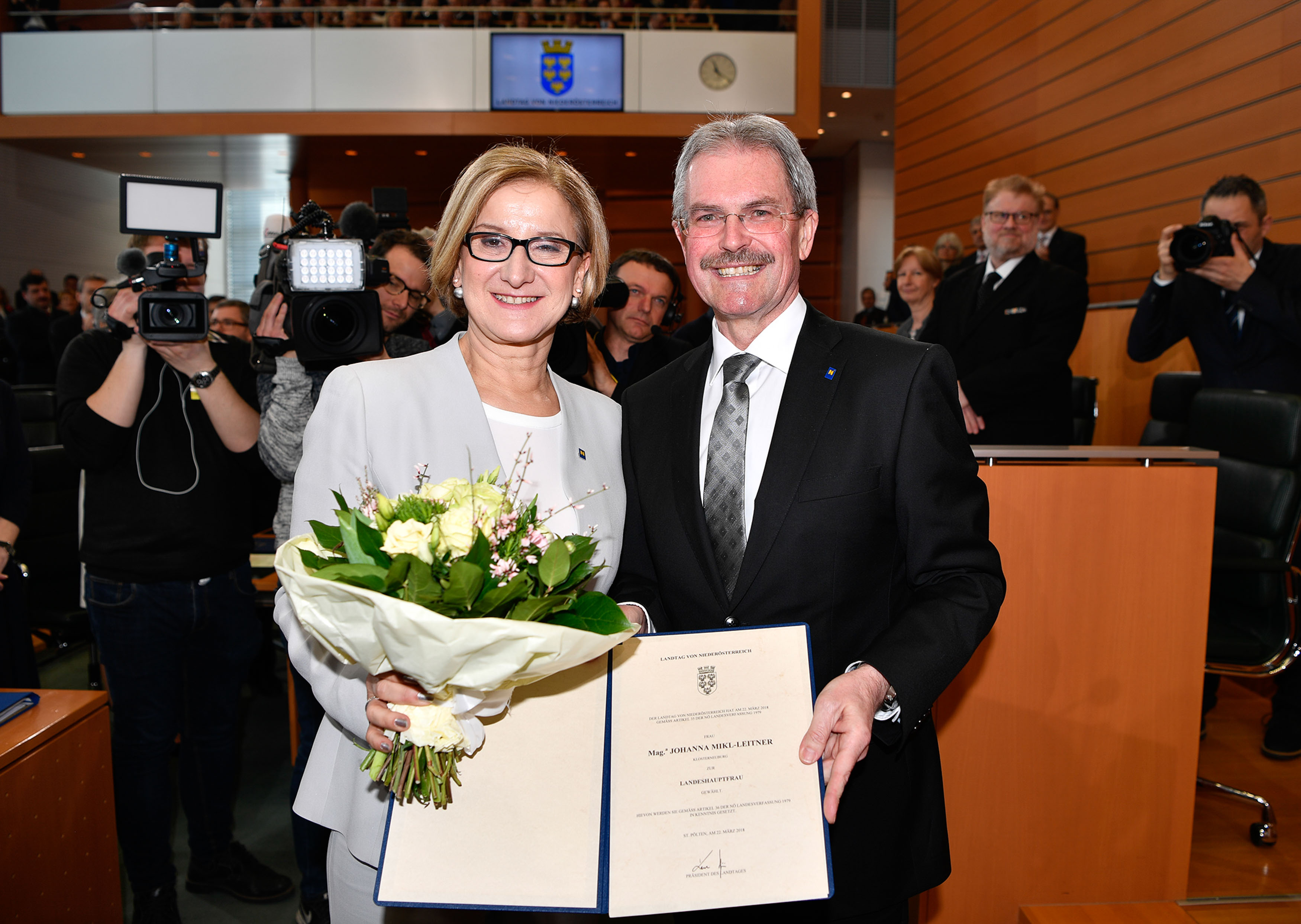
Landtagspräsident Karl Wilfing und Landeshauptfrau Johanna Mikl-Leitner bei der konstituierenden Sitzung des Landtages am 22. März 2018

Die Landesregierung Mikl-Leitner II bildete ab dem 22. März 2018 die Niederösterreichische Landesregierung in der XIX. Gesetzgebungsperiode. Sie wurde am 23. März 2023 von der Landesregierung Mikl-Leitner III abgelöst.

## Geschichte
Auf Grund des Proporzsystems sind nach der Landtagswahl in Niederösterreich 2018 am 28. Jänner 2018 in der Landesregierung sechs Vertreter der ÖVP, zwei der SPÖ und ein Landesrat der FPÖ.
Am 6. März 2018 einigte sich die ÖVP mit der SPÖ und der FPÖ auf separate Arbeitsübereinkommen. Für die ÖVP wurden diese von Gemeindebundpräsident Alfred Riedl und Landesgeschäftsführer Bernhard Ebner verhandelt, Verhandlungsleiter der Sozialdemokraten war der designierte Klubobmann Reinhard Hundsmüller. Am 8. März 2018 wurden die Arbeitsübereinkommen von ÖVP, SPÖ und FPÖ präsentiert, im Mittelpunkt der Übereinkommen standen die Themen Arbeit, Mobilität, Gesundheit und Familie. Außerdem wurde die Ressortverteilung in der Landesregierung festgelegt. Die SPÖ ist gemeinsam mit einem Regierungsmitglied der ÖVP weiterhin für den Bereich Gesundheit und Soziales zuständig, außerdem für Angelegenheiten des Bau- und Wasserrechts und die Gemeindeaufsicht, Rettungswesen, Konsumentenschutz und Jugendwohlfahrt. Gottfried Waldhäusl (FPÖ) verantwortete neben dem Tierschutz und den Gemeindeärzten auch die Bereiche Asyl und Mindestsicherung. Am 9. März 2018 wurden Christiane Teschl-Hofmeister und Martin Eichtinger als neue Mitglieder im ÖVP-Regierungsteam präsentiert. Teschl-Hofmeister war als Landesrätin für Familien, Soziales, Jugend und Bildung zuständig. Sie war allerdings kein ÖVP-Parteimitglied und eine Mitgliedschaft auch nicht geplant. Eichtinger verantworte die Bereiche Wohnen, Arbeitsmarkt, Europa und Regionalpolitik. Im Februar 2020 wurde Teschl-Hofmeister Mitglied in der ÖVP.
Barbara Schwarz schied aus dem Regierungsteam aus. Der bisherige Landesrat Karl Wilfing folgte Hans Penz als Landtagspräsident nach. Die bisherige Landeshauptfrau-Stellvertreterin Karin Renner folgte Franz Gartner als Dritte Landtagspräsidentin nach. Ebenfalls nicht mehr der Landesregierung angehört Tillmann Fuchs (ehemals Team Stronach, später parteifrei).
Die konstituierende Sitzung des Niederösterreichischen Landtags fand am 22. März 2018 statt. Nach der Angelobung der Abgeordneten wurde das Landtagspräsidium, die Landeshauptfrau, die beiden Landeshauptfraustellvertreter, die Landesrätinnen und Landesräte und die Mitglieder und Ersatzmitglieder des Bundesrates gewählt, sowie weitere Abgeordnete durch die Nachbesetzung frei gewordener Mandate durch den Wechsel in die Landesregierung angelobt.
Am 20. Dezember 2019 wurde bekannt, dass Ende Februar 2020 Jochen Danninger Petra Bohuslav, die von Bundesminister Alexander Schallenberg zur kaufmännischen Geschäftsführerin der Wiener Staatsoper bestellt wurde, als Landesrat nachfolgen soll. Danninger wurde am 27. Februar 2020 gewählt und angelobt.

## Regierungsmitglieder
| Amt                                                     | Bild | Name                         | Partei | Partei | Zuständigkeitsbereiche                                                                                                |
| ------------------------------------------------------- | ---- | ---------------------------- | ------ | ------ | --- |
| Landeshauptfrau                                         |      | Johanna Mikl-Leitner         |        | ÖVP    | Kunst und Kultur, Wissenschaft und Forschung, Personal und Gemeinden                                                  |
| Landeshauptfrau-Stellvertreter                          |      | Stephan Pernkopf             |        | ÖVP    | Landwirtschaft, Energie, Umwelt und Katastrophenschutz                                                                |
| Landeshauptfrau-Stellvertreter                          |      | Franz Schnabl                |        | SPÖ    | Gemeindeagenden, Wasserwirtschaft, Konsumentenschutz und Rechtsmaterien                                               |
| Landesrat                                               |      | Jochen Danninger             |        | ÖVP    | Wirtschaft, Tourismus und Sport seit 27. Februar 2020                                                                 |
| Landesrat                                               |      | Martin Eichtinger            |        | ÖVP    | Wohnen, Arbeitsmarkt, Europa und Regionalpolitik                                                                      |
| Landesrätin                                             |      | Ulrike Königsberger-Ludwig   |        | SPÖ    | Gesundheit, soziale Verwaltung mit Kinder- und Jugendwohlfahrt, Gleichstellung und Gleichbehandlung und Rettungswesen |
| Landesrat                                               |      | Ludwig Schleritzko           |        | ÖVP    | Finanzen und Straßenbau                                                                                               |
| Landesrätin                                             |      | Christiane Teschl-Hofmeister |        | ÖVP    | Familien, Soziales, Jugend und Bildung bis Februar 2020 parteilos, von der ÖVP nominiert                              |
| Landesrat                                               |      | Gottfried Waldhäusl          |        | FPÖ    | Tierschutz, Gemeindeärzte, Asyl und Mindestsicherung                                                                  |
| Vorzeitig ausgeschiedene Mitglieder der Landesregierung |      |                              |        |        | |
| Landesrätin                                             |      | Petra Bohuslav               |        | ÖVP    | Wirtschaft, Tourismus und Sport bis 27. Februar 2020                                                                  |